# FK Mladá Boleslav
FK Mladá Boleslav je češki nogometni klub iz grada Mladá Boleslav. Trenutačno se natječe u prvoj češkoj nogometnoj ligi.

## Vanjske poveznice
- Službene stranice